# Parotia
A Parotia a madarak (Aves) osztályának a verébalakúak (Passeriformes) rendjébe, ezen belül a paradicsommadár-félék (Paradisaeidae) családjába tartozó nem.

## Rendszerezésük
A nemet Louis Pierre Vieillot francia ornitológus írta le 1816-ban, az alábbi fajok tartoznak ide:
- Karola-paradicsommadár (Parotia carolae)
- Parotia berlepschi
- koronás paradicsommadár (Parotia sefilata)
- Wahnes-paradicsommadár (Parotia wahnesi)
- Lawes-paradicsommadár (Parotia lawesii)
- Heléna-paradicsommadár (Parotia helenae)

## Képek

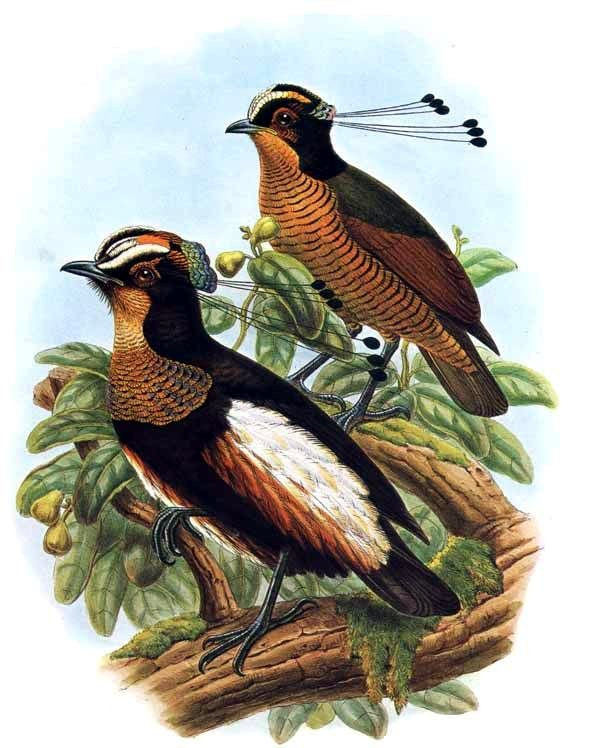
Parotia carolae
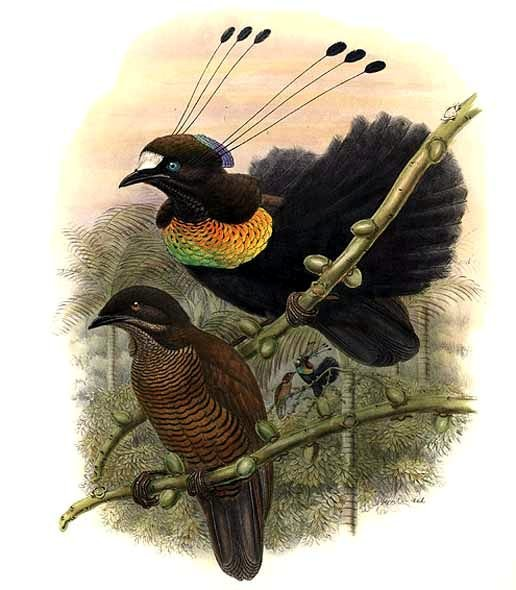
Parotia lawesii
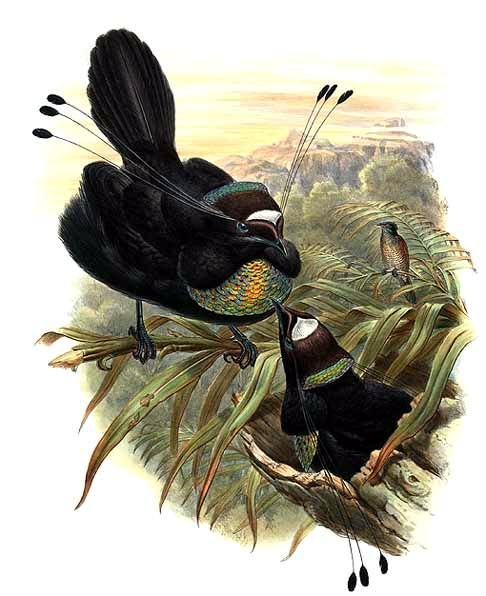
Parotia sefilata